# Giasone (Francavilla)
Il Giasone è una scultura marmorea (h 260 cm) di Pietro Francavilla, databile al 1589-1590 e conservata nel Museo del Bargello a Firenze.

## Storia
La statua venne commissionata nel 1589 da Giovan Battista Zanchini, banchiere e senatore che in quell'anno ricevette la nomina a Cavaliere di Santo Stefano a Pisa. Fu collocata nel cortile del suo palazzo in via Maggio.
La scelta piuttosto rara dell'eroe degli Argonauti era sicuramente legata alle imprese nautiche dell'Ordine nella lotta agli Ottomani nel Mediterraneo. Inoltre il vello d'oro impugnato dall'eroe omaggiava il fondatore dei Cavalieri Cosimo I de' Medici, sia col riferimento al capricorno, scelto da sovrano come suo simbolo tutelare, sia all'ordine del Toson d'oro con cui Cosimo era stato decorato nel 1546.
Con l'estinzione della famiglia Zanchini, l'opera passò con altri possedimenti alla famiglia Ricasoli, i quali trasferirono la statua prima a palazzo Ricasoli Firidolfi in via Maggio, e poi al cortile del palazzo Ricasoli di piazza Goldoni. Nel 2001 è stata infine acquistata dallo Stato e destinata al verone del museo del Bargello.

## Descrizione e stile
L'eroe è rappresentato in piedi, in nudità eroica, col braccio che solleva il vello d'oro, in una posa che rende omaggio al Perseo di Benvenuto Cellini. Poggia i piedi su un drago dentro il quale sono stati trovati dei condotti mai usati, probabilmente perché l'opera era stata pensata come coronamento di una fontana. 
Altri modelli imprescindibili sono sicuramente il David di Michelangelo, nella posa e nella resa della muscolatura, e il San Giorgio di Donatello nello scarto laterale della testa, che dà tridimensionalità all'insieme e invita l'osservatore a guardare l'opera sotto molteplici angolazioni. Molto curata è la resa dei dettagli, soprattutto nella morbida pelle dell'ariete.